# Лемурка сіра
Лемурка сіра (Newtonia brunneicauda) — вид горобцеподібних птахів родини вангових (Vangidae).

## Поширення
Ендемік Мадагаскару. Поширений майже на всій території острова, крім деяких центральних гірських районів. Мешкає у лісах різноманітних типів.

## Опис
Невеликий короткокрилий птах з відносно довгими ногами. Сягає 12 см завдовжки і важить 7-14,5 г. Довжина крила — 54,5 мм. Статі схожі між собою. Птах має сірувато-коричневе забарвлення верхньої частини тіла та блідо-бежеве нижньої частини. Хвіст також сірувато-коричневий з майже білими підхвістям. Дзьоб чорний, тонкий та короткий. Очі жовті. Ноги від блідо-рожевого до сірувато-коричневого кольору.

## Спосіб життя
Зазвичай, мешкають парами, інколи невеликими групами. Полюють на комах серед чагарників або шукають їх під корою старих дерев.

## Підвиди
- Newtonia brunneicauda brunneicauda, Newton 1863 — поширений в лісистих регіонах по всьому Мадагаскару;
- Newtonia brunneicauda monticola, Salomonsen 1934 — трапляється в горах Анкаратра в центральній частині Мадагаскару.[3]